# Брентино Белуно
Брентино Белуно (итал. Brentino Belluno) је насеље у Италији у округу Верона, региону Венето.
Према процени из 2011. у насељу је живело 1400 становника. Насеље се налази на надморској висини од 127 м.

## Становништво
| 1931. | 1936. | 1951. | 1961. | 1971. | 1981. | 1991. | 2001. | 2011. |
| ----- | ----- | ----- | ----- | ----- | ----- | ----- | ----- | ----- |
| 1.562 | 1.573 | 1.635 | 1.421 | 1.232 | 1.207 | 1.239 | 1.301 | 1.406 |